# Ban Biao
Ban Biao (chinesisch 班彪, Pinyin Bān Biāo, W.-G. Pan Piao; * 3 n. Chr.; † 54) war ein chinesischer Historiker und Beamter der Han-Dynastie.
Er begann das Buch der Han-Dynastie, ein Geschichtswerk über die Westliche Han-Dynastie, das nach seinem Tod von seinem ältesten Sohn Ban Gu fortgeführt und schließlich von seiner Tochter Ban Zhao vollendet wurde.

## Nachkommen
- Ban Biao
  - Ban Gu (erster Sohn)
  - Ban Chao (zweiter Sohn)
  - Ban Zhao (Tochter)

| Personendaten    | Personendaten                                        |
| ---------------- | ---------------------------------------------------- |
| NAME             | Ban, Biao                                            |
| ALTERNATIVNAMEN  | Pan, Piao                                            |
| KURZBESCHREIBUNG | chinesischer Historiker und Beamter der Han-Dynastie |
| GEBURTSDATUM     | 3                                                    |
| STERBEDATUM      | 54                                                   |